# 八百八町表裏 化粧師
『八百八町表裏 化粧師』（はっぴゃくやちょうひょうりのけわいし）は、石ノ森章太郎による日本の漫画作品。小学館『ビッグコミック』1983年11号（6月10日号）から1984年17号（9月10日号）にかけて連載された。単行本は小学館から「ビッグコミックススペシャル」で上下巻などとして発行された他、ダイソーから105円で再版や、電子書籍化もされている。
『マンガ日本経済入門』と並ぶビジネス漫画で、江戸時代後期を舞台にしたのが特徴。
1990年から1991年にかけてTBS『ギミア・ぶれいく』内のコーナードラマとしてアニメ化された。石ノ森の没後、2002年に時代を大正時代に移し『化粧師 KEWAISHI』として映画化もされた。

## 登場人物
式亭小三馬（しきてい こさんば）（声優：神谷明）
実在の式亭三馬の息子という設定であり、たしかに三馬の子どもは「式亭小三馬」を名乗ったが、実在の彼の名前を借りた、実質的には架空のキャラクター。現代で言うところのメイクアップアーティスト兼イベントプロデューサーで、既存のアイデアにとらわれない自由な発想で難題を切り抜ける。
花火 （声優：千堂あきほ）
血の繋がりが無い花火職人の亡くなった父親から譲り受け、式亭で働いている。小三馬に淡い恋心を抱いている。
水野忠成（声優：筈見純）
史実上の老中で、小三馬の敵役。時には無理難題を吹っかけ式亭を潰そうとするが、裏をかかれる。江戸の大震災で重傷を負う。生死は不明。
春永
小三馬の友人、江戸の腕利き絵師。
両助（声優：龍田直樹）
「式亭正舗」の若い番頭、販売企画担当。番頭に就く前は、一家離散から母親に捨てられ、荒くれ者になり、同棲していたお信が買った化粧品の言いがかりから、小三馬と出会い、更生する。あだ名は「両の字」。足が洗っても小三馬の協力する裏社会の情報通。
小柳定九郎（こやなぎさだくろう）（声優：鈴木みえ）
仙台藩小柳家9男の若侍、書生。戯作家志望の宣伝文作家（コピーライター）。三馬を尊敬、師事して上京したものの、三馬が亡くなったため、「式亭正舗」に居候をする。アニメ版は花火が先に初登場で挿げ替わられ、後日に初登場となる。
トラ
定九郎と似て、「式亭正舗」に働く女性。顔にそっくりな犬や猫がいる。
小三馬の母
三馬の未亡人で、息子の小三馬も頭が上がらない存在に君臨する女将。番頭になる前の両助に仕事を推奨する。
虻八（あぶはち）（声優：辻村真人）
第一話から登場するアニメオリジナルキャラクター。小三馬たちを執拗に貶めようとする水野と馬が合う意地悪な岡っ引き。

## コミックス
- Shotaro World 全3巻 メディアファクトリー発行
- ビッグコミックス版 全3巻 小学館発行
- スーパービジュアルコミックス版 全2巻 小学館発行
- ダイソーコミック版 全4巻 大創出版発行

## テレビアニメ
TBSの『ギミア・ぶれいく』内のコーナードラマとして全22話でアニメ化され、1990年10月9日から1991年4月30日にかけて放送された。

### スタッフ
- 原作：石ノ森章太郎
- 監修：鈴木伸一
- 総監督：福富博
- 脚本：白洲詠人
- 作画監督：木上益治、安部正己
- 美術監督：宮野隆
- 録音監督：大熊昭
- 撮影監督：山田廣明
- 音楽：田中公平
- 動画検査：林敏夫、渡辺裕子
- 作画：野田道子、浜田勝、館山富美子、渡辺歩、佐藤裕司、亀田貴志、小泉昭仁、原憲一、河合静男、寺司重幸、宗崎暢芳、安藤幹彦、伊藤一男、原田峰文、松本文男
- 編集：岡安肇、小島俊彦、中葉由美子、村井秀明、川崎晃彦
- 効果：松田昭彦（フィズサウンド）
- 整音：柴田信弘
- 文芸：真保裕一
- 制作デスク：小倉久美
- 制作進行：柏原健二、吉田繰世、川口徹、下司泰弘
- プロデューサー：別紙壮一、児玉征太郎
- 制作：シンエイ動画

### 各話リスト
TBSでの放送順に記載。
| 話 | サブタイトル   | 絵コンテ | 演出     | 放送日         |
| -- | -------------- | -------- | -------- | -------------- |
| 1  | 火焔花         | 福富博   | 福富博   | 1990年 10月9日 |
| 2  | 恋の筋違橋     | 米谷良知 | 善聡一郎 | 10月16日       |
| 3  | 弘め屋         | 高柳哲司 | 善聡一郎 | 10月23日       |
| 4  | 遊里の母       | 高柳哲司 | 善聡一郎 | 10月30日       |
| 5  | 夜叉姫         | 矢沢則夫 | 善聡一郎 | 11月6日        |
| 6  | 両の字         | 高柳哲司 | 善聡一郎 | 11月13日       |
| 7  | 吉原被         | 細谷秋夫 | 善聡一郎 | 11月20日       |
| 8  | 花より         | 望月智充 | 真保裕一 | 12月11日       |
| 9  | 惚れ薬         | 矢沢則夫 | 善聡一郎 | 12月11日       |
| 10 | おやま玉五郎   | 高柳哲司 | 善聡一郎 | 12月18日       |
| 11 | 町火消         | 原恵一   | 善聡一郎 | 1991年 1月4日  |
| 12 | 端役者         | 福富博   | 湖山禎崇 | 1991年 1月4日  |
| 13 | 心化粧         | 矢沢則夫 | 善聡一郎 | 1991年 1月4日  |
| 14 | すり           | 矢沢則夫 | 湖山禎崇 | 2月5日         |
| 15 | 寒の水         | 湖山禎崇 | 湖山禎崇 | 4月30日        |
| 16 | 死化粧         | 矢沢則夫 | 善聡一郎 | 4月30日        |
| 17 | 店化粧         | 高柳哲司 | 善聡一郎 | 未放送         |
| 18 | 白魚           | 湖山禎崇 | 湖山禎崇 | 未放送         |
| 19 | 花化粧         | 寺東克己 | 善聡一郎 | 未放送         |
| 20 | 梅干し         | 福富博   | 湖山禎崇 | 未放送         |
| 21 | 木曽路はすべて |          |          | 未放送         |
| 22 | 末世化粧       |          |          | 未放送         |

### 映像ソフト
- TBSビデオ、パック・イン・ビデオからビデオ版が発売されていた。
- 発売元・ベストフィールド、販売元・TCエンターテインメントからBlu-ray版が2020年4月24日発売。